# Route touristique du Champagne

De champagnewijngaard

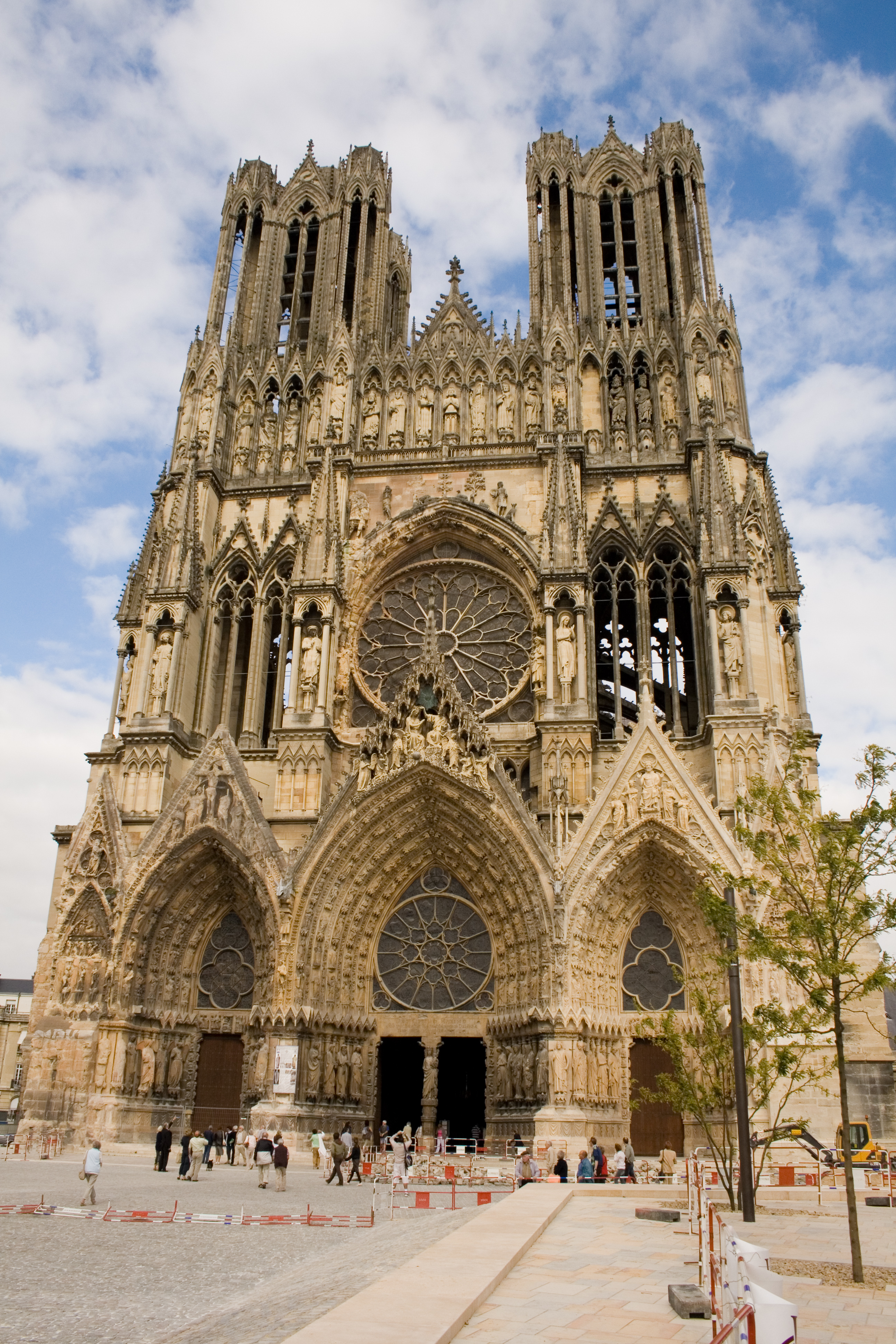
Notre-Dame-kathedraal van Reims.

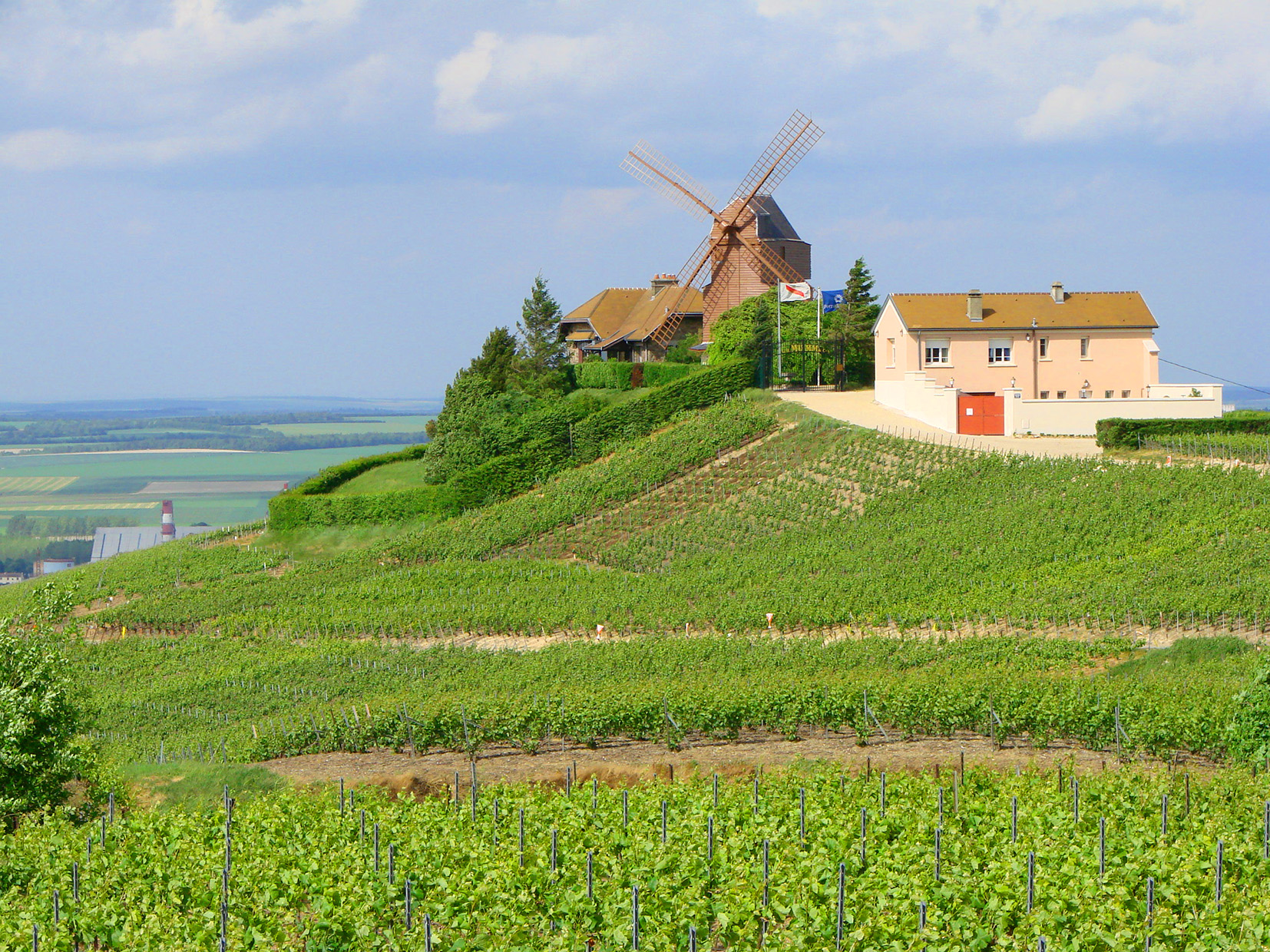
De Verzenay-molen - Montagne de Reims.

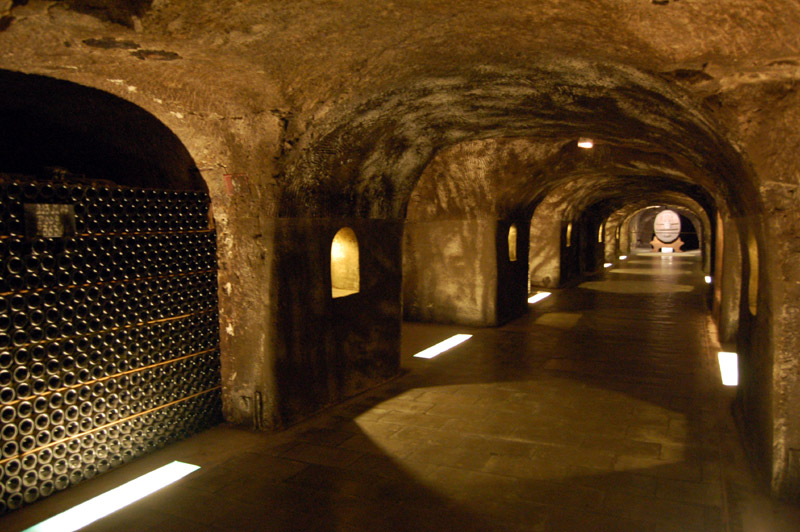
De kelders van Moët & Chandon - Épernay.

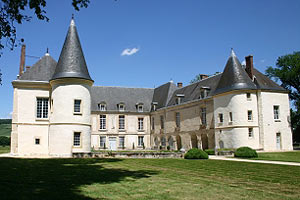
Het kasteel van Condé - Condé-en-Brie.

De toeristische routes van de Champagne (Frans: Routes touristique du Champagne) zijn een reeks bewegwijzerde routes waarmee men de wijngaarden van de Champagne en talrijke toeristische attracties kunt ontdekken.  De streek is sinds 2015 UNESCO-werelderfgoed onder de naam “Heuvels, huizen en kelders van de Champagne”.
Er zijn zes toeristische routes:
- De  Côte des Bar: 220 km, van Bar-sur-Seine of Bar-sur-Aube.
- De Côte des Blancs en de zuidelijke heuvels van Épernay (heuvels van Sézannais): 100 km, van Épernay of Villenauxe-la-Grande.
- Het massief van Saint-Thierry en de vallei van de Ardre: 70 km, vanaf Reims, afslag Tinqueux.
- De berg van Reims: 70 km, vertrekkend vanuit Reims of Épernay.
- De Marnevallei: 90 km, vanaf Château-Thierry volgt u de linkeroever van de Marne en bij aankomst in Épernay keert men terug via de rechteroever.
- De Westelijke Marnevallei: 50 km, vanaf Montreuil-aux-Lions (A4 afslag nr. 19) neem de rechteroever van de Marne. Eenmaal in Baulne-en-Brie keert u terug via de linkeroever via Trélou-sur-Marne.

## Côte des Bar
De Côte des Bar ligt in de Aube, in het zuiden van de Champagne. Gesloten circuit door Bar-sur-Seine en Bar-sur-Aube.
- Doorkruiste dorpen: Arconville, Arrentières, Avirey-Lingey, Bagneux-la-Fosse, Baroville, Bar-sur-Aube, Bar-sur-Seine, Bayel, Bergeres, Bertignolles, Bligny, Bragelogne-Beauvoir, Buxeuil, Buxières-sur-Arce, Celles-sur-Ource, Champignol-lez-Mondeville, Channes, Chassenay, Colombé-la-Fosse, Colombé-le-Sec, Courteron, Dolancourt, Essoyes, Fontette, Gyé-sur-Seine, Landreville, Les Riceys, Lignol-le-Château, Loches-sur-Ource, Meurville, Neuville-sur-Seine, Noé-les-Mallets, Polisot, Polisy, Proverville, Rizaucourt-Buchey, Rouvres-les-vignes, Urville, Ville-sur-Arce, Viviers-sur-Artaut, Voigny

## Côte des Blancs
De Côte des Blancs, bakermat van Chardonnay: de dorpen zijn gebouwd als een amfitheater op de heuvel.
- Doorkruiste dorpen: Avize, Barbonne-Fayel, Bergères-lès-Vertus, Broyes, Chantemerle, Chavot-Courcourt, Chouilly, Coizard-Joches, Congy, Courjeonnet, Cramant, Cuis, Épernay, Etoges, Fèrebrianges, Fontaine-Denis-Nuisy, La Celle-sous-Chantemerle, Le Mesnil-sur-Oger, Mancy, Mondement-Montgivroux, Montgenost, Monthelon, Morangis, Moslins, Moussy, Oger, Oyes, Pierry, Reuves, Saudoy, Sézanne, Val-des-Marais, Vert-Toulon, Vertus, Villenauxe-la-Grande, Villevenard, Vindey

## Massief van Saint-Thierry
Wijngaarden en bossen vormen een groen decor in het Massief van Saint-Thierry.
- Doorkruiste dorpen:Bouvancourt, Brouillet, Cauroy-lès-Hermonville, Chalons-sur-Vesle, Champigny, Chenay, Cormicy, Gueux, Guyencourt, Hermonville, Jonchery-sur-Vesle, Merfy, Montigny-sur-Vesle, Pévy, Prouilly, Reims, Savigny-sur-Ardres, Saint-Thierry, Serzy-et-Prin, Thil, Tinqueux, Trigny, Vandeuil, Ventelay, Villers-Franqueux

## Montagne de Reims
Vertrek vanuit Reims of Épernay, 70 kilometer afleggen in het hart van een regionaal natuurpark .
- Doorkruiste dorpen:  Ambonnay, Avenay-Val-d'Or, Ay, Bouzy, Chamery, Chigny-les-Roses, Condé-sur-Marne, Coulommes-la-Montagne, Ecueil, Épernay, Fontaine-sur-Ay, Gueux, Jouy-lès-Reims, Louvois, Ludes, Mailly-Champagne, Mareuil-sur-Ay, Mutigny, Pargny-lès-Reims, Reims, Rilly-la-Montagne, Sacy, Sermiers, Tauxières-Mutry, Trépail, Tinqueux, Tours-sur-Marne, Vaudemange, Verzenay, Verzy, Villedommange, Villers-Allerand, Villers-Marmery, Vrigny

## Marnevallei
Vanuit Parijs, afslag A4 nr. 19, volg de linkeroever van de Marne, keer terug via de rechteroever. Vanuit Épernay volgt u de rechteroever van de Marne en keert u terug via de linkeroever.
- Westelijke Marnevallei: Doorkruiste dorpen (in de Aisne): Azy-sur-Marne, Baulne-en-Brie, Bonneil, Brasles, Celles-lès-Condé, Charly-sur-Marne, Chartèves, Château-Thierry, Chézy-sur-Marne, Condé-en-Brie, Connigis, Crézancy, Crouttes-sur-Marne, Essômes-sur-Marne, Etampes-sur-Marne, Fossoy, Gland, Jaulgonne, La Chapelle-Monthodon, Mézy-Moulins, Monthurel, Mont-Saint-Père, Montreuil-aux-Lions, Nogent-l'Artaud, Passy-sur-Marne, Reuilly-Sauvigny, Saint-Agnan, Saint-Eugène, Trélou-sur-Marne
- Oostelijke Marnevallei: Doorkruiste dorpen (in de Marne): Ay, Baslieux-sous-Châtillon, Belval-sous-Châtillon, Binson-et-Orquigny, Boursault, Cerseuil, Champillon, Châtillon-sur-Marne, Cuchery, Cumières, Damery, Dizy, Dormans, Epernay, Festigny, Fleury-la-Rivière, Hautvillers, La Neuville-aux-Larris, Leuvrigny, Magenta, Moussy, Oeuilly, Pierry, Reuil, Saint-Imoges, Saint-Martin-d'Ablois, Troissy, Vandières, Vauciennes, Venteuil, Verneuil, Villers-sous-Châtillon, Vinay, Vincelles

## Bekende reizigers van deze reizen
- Urbanus II in 1042,

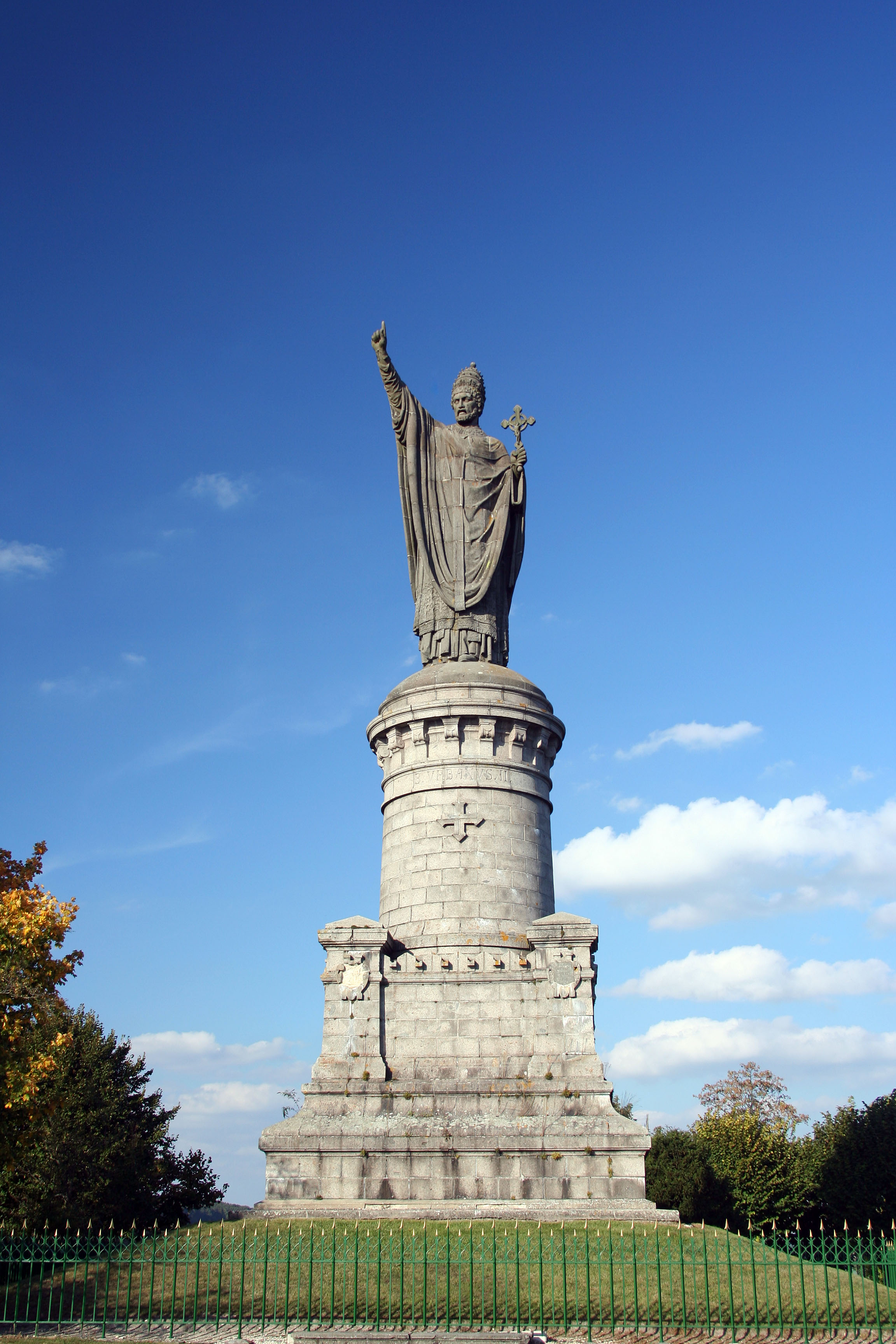
Standbeeld van paus Urbanus II - Châtillon-sur-Marne.

- Lodewijk IX van Frankrijk in 1226,